# 임상수 (1981년 감독)
임상수(1981년 10월 10일 ~)는 대한민국의 영화 감독, 각본가이다. 

## 참여작

### 연출부
- 2009년 영화 《날아라 펭귄》
- 2010년 영화 《소와 함께 여행하는 법》
- 2011년 영화 《오싹한 연애》(추가촬영)

### 제작 지원
- 2013년 영화 《스파이》

### 감독
- 2017년 영화 《곳에 따라 비》
- 2022년 영화 《파로호》

### 각본
- 2022년 영화 《파로호》

### 연출 지원
- 2013년 영화 《스파이》

### 조연출
- 2020년 영화 《욕창》

### 편집
- 2022년 영화 《파로호》

### 연출
- 2022년 영화 《파로호》